# Whittemore, Iowa
Whittemore là một thành phố thuộc quận Kossuth, tiểu bang Iowa, Hoa Kỳ. Năm 2010, dân số của thành phố này là 504 người.

## Dân số
Dân số qua các năm:
- Năm 2000: 530 người.
- Năm 2010: 504 người.